# Museo de Bellas Artes de Nantes
El Museo de Bellas Artes (Musée des Beaux-Arts) de Nantes es un museo creado por decreto consular de Napoleón Bonaparte en el 1800.
Su colección de pinturas se extiende desde el siglo XIII hasta el XXI. Entre otras, hay obras de: Georges de La Tour, Orazio Gentileschi, Eugène Delacroix, Fragonard, Ingres, Gustave Courbet, Kandinsky, Monet, Picasso…
El Palacio de Bellas Artes en el que se encuentra ubicado el museo fue inaugurado en el año 1900. Fue ideado por el arquitecto nantés Clément-Marie Josso. El interior fue renovado durante los años 1980.

## El redescubrimiento de Georges de La Tour
En 1915, el historiador de arte Hermann Voss identificó dos cuadros del museo como obras de Georges de La Tour, quien entonces era muy desconocido. Un tercer cuadro del museo fue después reconocido como del mismo artista.
- Tañedor de zanfonía, h. 1631-1636 (?), óleo sobre tela, 162 x 105 cm. También conocido como El tocador de la mosca.

Segunda época:
- El pensamiento de san José, (h. 1640), Museo de Bellas Artes, Nantes.
- La negación de san Pedro (1650), Museo de Bellas Artes, de Nantes. Igualmente, lleva fecha y firma.

## Otras obras del museo
- Diana cazadora, de Orazio Gentileschi.
- Las cribadoras de trigo, de Gustave Courbet.
- Retrato de La Camargo, de Jean-Marc Nattier.
- Una dama de la corte de Luis XV, de Jean-Marc Nattier.